# Menton-Est (tổng)
Tổng Menton-Est là một tổng của Pháp. Tổng này nằm ở tỉnh Alpes-Maritimes trong vùng Provence-Alpes-Côte d'Azur.

## Các đơn vị hành chính
Tổng Menton-Est gồm phần phía đông của Menton và xã Castellar.

## Hành chính
| Ngày bầu cử | Tên                    | Đảng     | Tư cách                           |
| ----------- | ---------------------- | -------- | --------------------------------- |
|             |                        |          |                                   |
| 1994        | Mme Colette Giudicelli | UDF      | Adjointe au Thị trưởng của Menton |
| 2001        | Mme Colette Giudicelli | UDF - DL | Adjointe au Thị trưởng của Menton |
| 2008        | Mme Colette Giudicelli | UMP      | Adjointe au Thị trưởng của Menton |

## Biến động dân số
| 1882                                         | 1926 | 1962 | 1968 | 1975 | 1982 | 1990 | 1999   |
|                                              |      |      |      |      |      |      | 24 999 |
| -------------------------------------------- | ---- | ---- | ---- | ---- | ---- | ---- | ------ |
| Số liệu từ năm 1990: Dân số không tính trùng |      |      |      |      |      |      |        |